# Kontrafagot
Kontrafagot je dvouplátkový dechový dřevěný nástroj; má dvakrát delší trubici než fagot, proto zní o oktávu níže (od této jeho vlastnosti je odvozeno jedno z anglických pojmenování kontrafagotu: double bassoon, neboli dvojitý fagot). V symfonickém orchestru je nejnižším dechovým nástrojem, používá se také ve větších dechových orchestrech.

## Stavba a funkce
Kontrafagot má velice podobnou stavbu jako fagot, také způsob tvorby tónu a prstoklad se velmi blíží fagotovému. Existují samozřejmě některé odlišné prvky:
- strojek kontrafagotu měří 70–75 mm, v porovnání s 53–58 mm u fagotu
- prstoklady se liší zvláště ve vysokých polohách
- ve spodní části je umístěn bodec sloužící pro podporu nástroje (podobně jako u violoncella)
- kontrafagot má zařízení pro vypouštění zkondenzované vody

Délka trubice se blíží šesti metrům a je několikrát ohnutá. Kvůli komplikovanému systému klapek ale na rozdíl od fagotu nejde rozložit do více částí.

## Použití v hudbě
Jako sólový nástroj není kontrafagot příliš vhodný – zejména v nižších polohách je pro posluchače problém rozlišit mezi jednotlivými tóny. Přesto například Gunther Schuller nebo Donald Erb zkomponovali koncert pro kontrafagot a orchestr. Erwin Schulhoff zkomponoval Bassnachtigall, tři skladby pro kontrafagot sólo (1922).
V komorní hudbě má kontrafagot větší využití, příkladem může být Mozartova Gran Partita pro dva hoboje, dva klarinety, dva basetové rohy, čtyři lesní rohy, dva fagoty a kontrafagot. Specifických výrazových dispozic nástroje využil Ivo Bláha (*1936) ve své skladbě Hádes – antický obraz pro kontrafagot a klavír.
V orchestru se kontrafagot používá již od dob baroka, zvláště jako zvuková podpora fagotů a kontrabasů v monumentálních dílech (Händelův Mesiáš, Bachovy Janovy pašije a další). První samostatný kontrafagotový part (tedy bez pouhého zdvojování partu fagotu) napsal Ludwig van Beethoven ve své Páté symfonii. Ve svých symfoniích tento nástroj s oblibou používali například Gustav Mahler, Richard Strauss nebo Dmitrij Šostakovič.